# Жамблу
Жамблу́ (фр. Gembloux, валлон. Djiblou, нидерл. Gembloers) — коммуна в Валлонии, расположенная в провинции Намюр, округ Намюр. Принадлежит французскому языковому сообществу Бельгии. На площади 95,86 км² проживают 21 964 человека (плотность населения — 229 чел./км²), из которых 49,64 % — мужчины и 50,36 % — женщины. Средний годовой доход на душу населения в 2003 году составлял 13 428 евро.
Почтовые коды: 5030—5032. Телефонный код: 081.
Жамблу известна расположенным в ней бывшим бенедиктинским аббатством X века.

## Города-побратимы
- Эпиналь, Франция (1974)
- Лафборо, Великобритания (1993)
- Скирос, Греция (1995)
- Альер, Испания (2007)